# Монетна стопа
Монетна стопа — кількість монет, що випускається з металу певної ваги (лібри, фунта, марки, гривні). Збільшення кількості монет, викарбуваних з певної вагової одиниці металу, призводило до зменшення ваги цінного металу в монеті. Отже, монетну стопу можна було або підвищити, тобто карбувати з цієї кількості металу менше монет, або зменшити — карбувати більше монет з тієї ж кількості металу.